# Wherever the Five Winds Blow
| Recensione | Giudizio |
| ---------- | -------- |
| AllMusic   |          |

Wherever the Five Winds Blow è un album a nome Shorty Rogers Quintet, pubblicato dalla casa discografica RCA Victor Records nel febbraio del 1957.

## Tracce

### LP
Lato A
Musiche di Shorty Rogers.
1. Hurricane Carol – 5:58
2. Breezin' Along in the Trades – 9:10
3. Marooned in a Monsoon – 4:51

Lato B
Musiche di Shorty Rogers.
1. The Chinook That Melted My Heart – 10:10
2. Prevailing on the Westerlies – 8:38

## Formazione
Shorty Rogers Quintet
- Shorty Rogers – tromba, flicorno
- Jimmy Giuffre – sassofono tenore, sassofono baritono, clarinetto
- Lou Levy – pianoforte
- Ralph Peña – contrabbasso
- Larry Bunker – batteria[4][1]